# Herbert Reiß
Herbert Reiß (* 21. Februar 1957) ist ein ehemaliger deutscher Fußballspieler und heutiger -trainer.

## Karriere
Herbert Reiß’ Karriere begann bei den Vereinen FV Malsch (Landkreis Karlsruhe) und FC Rastatt 04, ehe er 1981 in den Breisgau zum SC Freiburg wechselte. Dies war gleichzeitig seine erste Station als Profi. In seiner ersten Zweitligasaison konnte der Stürmer bereits acht Tore verbuchen. Der Ex-Amateurnationalspieler debütierte am 16. August 1980 beim Heimspiel gegen den VfB Eppingen in der 2. Bundesliga. Der vormalige Spielmacher Karl-Heinz Bente löste im Februar 1981 Trainer Norbert Wagner ab und die Mannschaft vom Dreisamstadion belegte den 7. Platz, drei Plätze vor dem Lokalrivalen Freiburger FC. An der Seite der Mitspieler Günther Wienhold, Karl-Heinz Wöhrlin, Reinhard Binder und Robert Birner absolvierte der technisch starke Flügelstürmer 24 Ligaspiele. Zu Beginn der Saison 1981/82 absolvierte der Tempodribbler noch die ersten neun Spiele der Hinrunde für den SC und erzielte dabei noch zwei Tore. Ende September 1981 wechselte er zu Arminia Bielefeld in die erste Liga. Sein Bundesligadebüt gab der schnelle und trickreiche Flügelstürmer am 3. Oktober 1981 bei der 0:2-Heimniederlage gegen den 1. FC Köln. Die Arminia stand mit 5:13 Punkten auf dem 17. Tabellenplatz. Am 7. November konnte sich der Neuzugang aus Freiburg als Torschütze zum 1:0-Heimerfolg gegen den VfB Stuttgart auszeichnen. Unter Trainer Horst Franz bildete er zumeist mit Gerd-Volker Schock und Ewald Lienen den Angriff der Bielefelder Mannschaft und feierte am Rundenende mit 30:38 Punkten auf dem 12. Rang den Klassenerhalt. Er hatte dazu in 22 Einsätzen mit drei Toren seinen Anteil beigetragen. Im zweiten Jahr war er aber nur mehr Ergänzungsspieler und ging 1983 zurück zum SCF in die zweite Liga. Dort kam er in zwei Jahren nur auf 12 Spiele, ehe er den Verein im Laufe der Saison 1984/85 verließ.
Seine Laufbahn setzte er beim Freiburger FC fort, 1986 wechselte er zum SV Linx.
Reiß absolvierte 1979 unter DFB-Trainer Erich Ribbeck als Spieler des FC Rastatt in der Amateuroberliga Baden-Württemberg zwei Länderspiele für die Deutsche Amateur-Nationalmannschaft in der Olympiaqualifikation gegen Finnland (2:0) und Norwegen (0:2).
Heute ist Reiß als Trainer tätig und trainierte zuletzt den SV Mundingen. Zuvor war er u. a. Coach bei den Vereinen FC Denzlingen, Bahlinger SC, FC Teningen (jeweils Oberliga), FC Emmendingen (Verbandsliga) und DJK Heuweiler. Auch war er Jugendtrainer an der Fußballschule des SC Freiburg.
Als Spieler ist Reiß noch für die Traditionsmannschaft des SC Freiburg aktiv.

### Statistik
| Liga          | Spiele (Tore) |
| ------------- | ------------- |
| Bundesliga    | 33 0(4)       |
| 2. Bundesliga | 45 (10)       |
| Wettbewerb    |               |
| DFB-Pokal     | 06 0(0)       |

## Privates
Reiß ist verheiratet und hat zwei Kinder. Er war Gymnasiallehrer für Sport, Religion und Gemeinschaftskunde.